# بدرالزمان قریب
بدرالزمان قریب گرکانی (۱ شهریور ۱۳۰۸ – ۷ مرداد ۱۳۹۹) زبان‌شناس ایرانی است. او تنها زن از اعضای پیوسته فرهنگستان زبان و ادب فارسی، چهره ماندگار و مشاور رئیس این فرهنگستان بود.

## خانواده
بدرالزمان قریب گرگانی ۱ شهریور ۱۳۰۸ در تهران، ایران به دنیا آمد. او اصالتاً اهل روستای گرکان، شهرستان آشتیان، استان مرکزی و از نوادگان شمس‌العلما قریب گرکانی بود.
وی دختر عموی محمد قریب پزشک پرآوازه‌ی ایرانی است

## تحصیل
بدرالزمان قریب تحصیلات ابتدایی و متوسطه را در مدرسه‌ی منوچهری (ژاندارک) و سپس در دبیرستان نوربخش گذراند و آن را با گرفتن دیپلم علوم طبیعی به پایان برد. پس از آن به علت بیماری چشم از ادامه‌ی تحصیل بازماند. تا اینکه فرصتی پیش آمد و به ادبیات فارسی علاقه‌مند شد. او در ۱۳۳۳ در آزمون ورودی دانشکده ادبیات و علوم انسانی دانشگاه تهران پذیرفته شد و در آنجا شاگرد جلال‌الدین همایی، ابراهیم پورداوود، صادق کیا، محمد معین، ذبیح‌الله صفا، پرویز ناتل خانلری، احسان یارشاطر و محمد مقدم بود. بدرالزمان قریب در سال ۱۳۳۶ مدرک کارشناسی زبان و ادبیات فارسی گرفت و یک سال بعد برای تحصیل در زبان‌های باستانی ایران با گرفتن بورس تحصیلی از دانشگاه پنسیلوانیا به ایالات متحده آمریکا رفت. او در سال ١٣٣٩ از گروه زبان‌شناسی و خاورشناسی دانشگاه پنسیلوانیا مدرک کارشناسی ارشد گرفت و در آنجا شاگرد مارک درسدن بود. برای یک سال نیز در دانشگاه میشیگان در دروس آواشناسی و تکواژشناسی حاضر شد و در آن دانشگاه، شاگرد جورج کامرون نیز بود. در این مدت علاوه بر زبان سانسکریت نزد نورمن براون، زبان‌شناسی زبان‌های هندو اروپایی را نیز آموخت. قریب در سال ۱۳۴۰ (خورشیدی) با استفاده از بورس تحصیلی شاگردان اول، به دانشگاه برکلی کالیفرنیا وارد شد و با راهنمایی والتر هنینگ به پژوهش پرداخت و پایان‌نامه دکترای خود را با عنوان تحلیل ساختاری فعل در زبان سُغدی در سال ١٣٤٤ نوشت.

## استادی دانشگاه
بدرالزمان قریب پس از بازگشت به ایران پس از یک سال در دانشگاه شیراز با رتبه استادیاری به مدت چهار سال و نیم به آموزش زبان فارسی باستان، زبان پهلوی، و تاریخ زبان فارسی پرداخت. در این زمان، توانست کتیبه‌ی نویافته‌ی خشایارشا را نیز که میان تخت جمشید و نقش رستم یافته شده بود، بخواند و ترجمه کند. پس از آن، بار دیگر با دریافت فرصت مطالعاتی به آمریکا رفت و همزمان با پژوهش، مدتی را به عنوان استاد مدعو در دانشگاه یوتا زبان فارسی درس داد و یک ترم نیز به عنوان پژوهشگر در دانشگاه هاروارد پژوهش کرد و بار دیگر به دانشگاه شیراز بازگشت.
تاکنون دوازده مقاله به زبان فارسی، چهار مقاله به زبان انگلیسی و یک مقاله به زبان فرانسوی از بدرالزمان قریب به چاپ رسیده که از این میان، ده مقاله در باره‌ی زبان سغدی است. بدرالزمان قریب در سال ۱۳۵۰ (خورشیدی) به دانشگاه تهران منتقل شد و در سال ١٣٨١ با رتبه‌ی استاد تمام از آن دانشگاه بازنشسته شد.

## فرهنگستان زبان فارسی
بدرالزمان قریب در سال ۱۳۷۷ (خورشیدی) به عنوان عضو پیوسته فرهنگستان زبان و ادب فارسی و در سال ۱۳۷۸ (خورشیدی) به سمت سرپرست گروه گویش‌شناسی این فرهنگستان انتخاب شد. او در سال ۱۳۸۳ (خورشیدی) نیز مدیریت گروه زبان‌های ایرانی فرهنگستان را به‌عهده گرفت. بدرالزمان قریب تنها عضو پیوستهٔ زنِ فرهنگستان زبان و ادب فارسی بود.
بدرالزمان قریب بیش از دو دهه عضو شورای علمی مرکز دائرةالمعارف بزرگ اسلامی بود.

## جوایز و بزرگداشت
بدرالزمان قریب در همایش دوم، جزء چهره‌های ماندگار (۱۳۸۱) ایران شناخته شد. دو کتاب زبان‌های خاموش (۱۳۶۵) و فرهنگ زبان سُغدی (۱۳۷۴) از آثار بدرالزمان قریب به عنوان کتاب سال جمهوری اسلامی ایران از طرف وزارت فرهنگ و ارشاد اسلامی برگزیده شده‌اند.
بدرالزمان قریب برنده جایزه انجمن آثار و مفاخر فرهنگی (۱۳۷۷) بود.
در دی ۱۳۸۷، هفدهمین قالیچه ابریشم جایزه ادبی تاریخی بنیاد موقوفات محمود افشار به بدرالزمان قریب اهدا شد.
کتاب «جشن‌نامه بدرالزمان قریب» به کوشش زهره زرشناس و ویدا نداف با مقالاتی از کسانی چون ژاله آموزگار، ابوالقاسم اسماعیل‌پور، ایرج افشار، و منوچهر ستوده، از سوی نشر طهوری برای بزرگداشت کارهای بدرالزمان قریب منتشر شده‌است.

## محمد مصدق
بدرالزمان قریب علاقه ویژه‌ای به محمد مصدق داشت. او قصیده‌ای برای محمد مصدق سرود و توسط عبدالکریم قریب، به محمد مصدق رساند. مصدق هم عکسی را با ذکر من و تاریخ و امضا برای بدرالزمان قریب فرستاد.

## فیلم زندگی
فیلم مستند زندگی و آثار بدرالزمان قریب، با زبان خاموش (١٣٩٤) نام دارد و کارگردان آن منوچهر مشیری است.

## درگذشت
بدرالزمان قریب، صبح روز سه‌شنبه ۷ مرداد ۱۳۹۹، در ۹۰ سالگی درگذشت. به گفته مدیر روابط عمومی فرهنگستان زبان و ادب فارسی «گویا» او بر اثر ابتلا به کروناویروس سندرم حاد تنفسی ۲ درگذشته است.

## آثار
- تحلیل ساختار فعل در زبان سُغدی (انگلیسی)
- زبان‌های خاموش - نوشته یوهانس فریدریش - ترجمهٔ یدالله ثمره و بدرالزمان قریب (کتاب سال جمهوری اسلامی ایران در سال ۱۳۶۶)
- داستان تولد بودا
- فرهنگ سُغدی (سغدی - فارسی - انگلیسی)
- کشف کتیبه پهلوی در چین[۱۲]
- وسنتره جاتکه، داستان تولد بودا به روایت سُغدی
- تاریخچه گویش‌شناسی در ایران
- مطالعات سُغدی (مجموعه مقالات)
- پژوهش‌های ایرانی باستان و میانه
- قطوف الربیع (اصول فقه به شعر عربی)